# Ernst Tutschek
Ernst Tutschek (9 gennaio 1940 – 24 agosto 1998) è stato un cestista e allenatore di pallacanestro austriaco.

## Carriera
Con l'Austria ha disputato i Campionati europei del 1959.